# Dominik Oberhofer

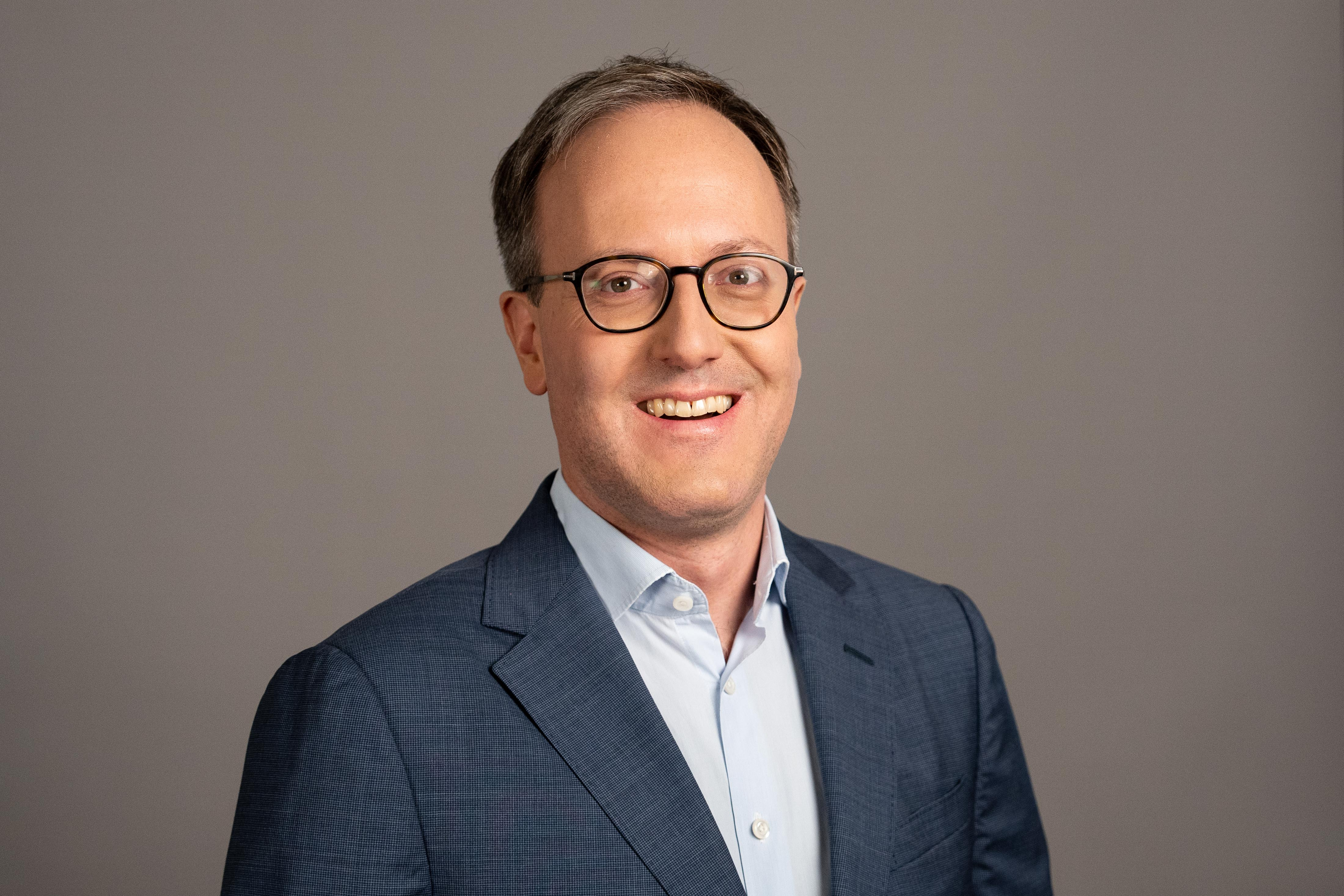
Dominik Oberhofer (2022)

Dominik Oberhofer (* 14. Juli 1980) ist ein österreichischer Politiker (NEOS) und Unternehmer. Seit 24. Oktober 2024 ist Oberhofer Abgeordneter zum Nationalrat in der XXVIII. Gesetzgebungsperiode.

## Leben
Dominik Oberhofer, verheiratet und Vater zweier Söhne, kommt ursprünglich aus Telfes im Stubaital, lebt seit 2021 in Innsbruck. Nach der Matura am Schloss Pötzleinsdorf in Wien studierte Oberhofer Geschichte und Kunstgeschichte an der Universität Innsbruck, schloss das Studium aber nicht ab. Nach einem Universitätslehrgang mit Schwerpunkt Tourismuswirtschaft an der SMBS Salzburg Businessschool, stieg er in das Familienunternehmen ein und übernahm die Geschäftsführung eines Hotels im Stubaital.
Seit seinem 16. Lebensjahr war er Mitglied beim Liberalen Forum. 2001 war Oberhofer Spitzenkandidat des Liberalen Studentenforums und erzielte ein Mandat an der Universitätsvertretung der Universität Innsbruck. Im Jahr 2008 gründete er die Julis – Jungen Liberalen, aus denen später die JUNOS hervorgingen. Im Jänner 2014 fusionierte das Liberale Forum mit der neugegründeten Partei NEOS.
Seit 2016 ist er Landessprecher der NEOS in Tirol. Bei den Landtagswahlen in Tirol 2018 führte Oberhofer seine Partei als Spitzenkandidat in die Wahl und mit 5,21 % und zwei Mandaten in den Tiroler Landtag. Oberhofer wurde Fraktionsvorsitzender und Sprecher seiner Partei für Wirtschaft, Tourismus, Bildung und Europa. Für die Landtagswahl 2022 wurde er erneut zum NEOS-Spitzenkandidaten gewählt. Bei dieser Landtagswahl verbesserten die NEOS ihr Tiroler Wahlergebnis auf 6,3 Prozent. Im März 2024 wurde bekannt, dass Oberhofer einen Wechsel in die Bundespolitik anstrebte. Er führte seine Partei bei den Nationalratswahlen 2024 als Spitzenkandidat in Tirol in die Wahl und erreichte in seinem Wahlkreis Innsbruck Land mit knapp 12 % der Stimmen eines der besten Wahlergebnisse der NEOS in Österreich und im Bundesland Tirol den größten Zugewinn der Neos. Mit Oktober 2024 wechselte er als Abgeordneter vom Tiroler Landtag in das österreichische Parlament. Sein Landtagsmandat soll Susanna Riedlsperger übernehmen.
Dominik Oberhofer gilt als prononcierter Liberaler. Er sieht sich selbst sowohl als Wirtschafts- als auch Gesellschaftsliberaler und bekennt sich offen zu den Lehren der österreichischen Schule der Nationalökonomie. Er vertritt seit 2019 seine Partei auch in der Österreichischen Wirtschaftskammer in den verschiedenen Sparten- und Fachgruppen auf Landes- und Bundesebene. Oberhofer ist auch engagiertes Mitglied der Paneuropa-Bewegung, deren Landessprecher er von 2001 bis 2009 in Tirol war. Seit 2024 ist er Mitglied des Präsidiums der Österreichischen Paneuropa-Bewegung.
Bei der Nationalratswahl 2024 konnte Oberhofer über die Landesliste in Tirol ein Mandat erringen und ist seit 24. Oktober Abgeordneter zum Nationalrat in der XXVIII. Gesetzgebungsperiode.